# گل گاوزبان

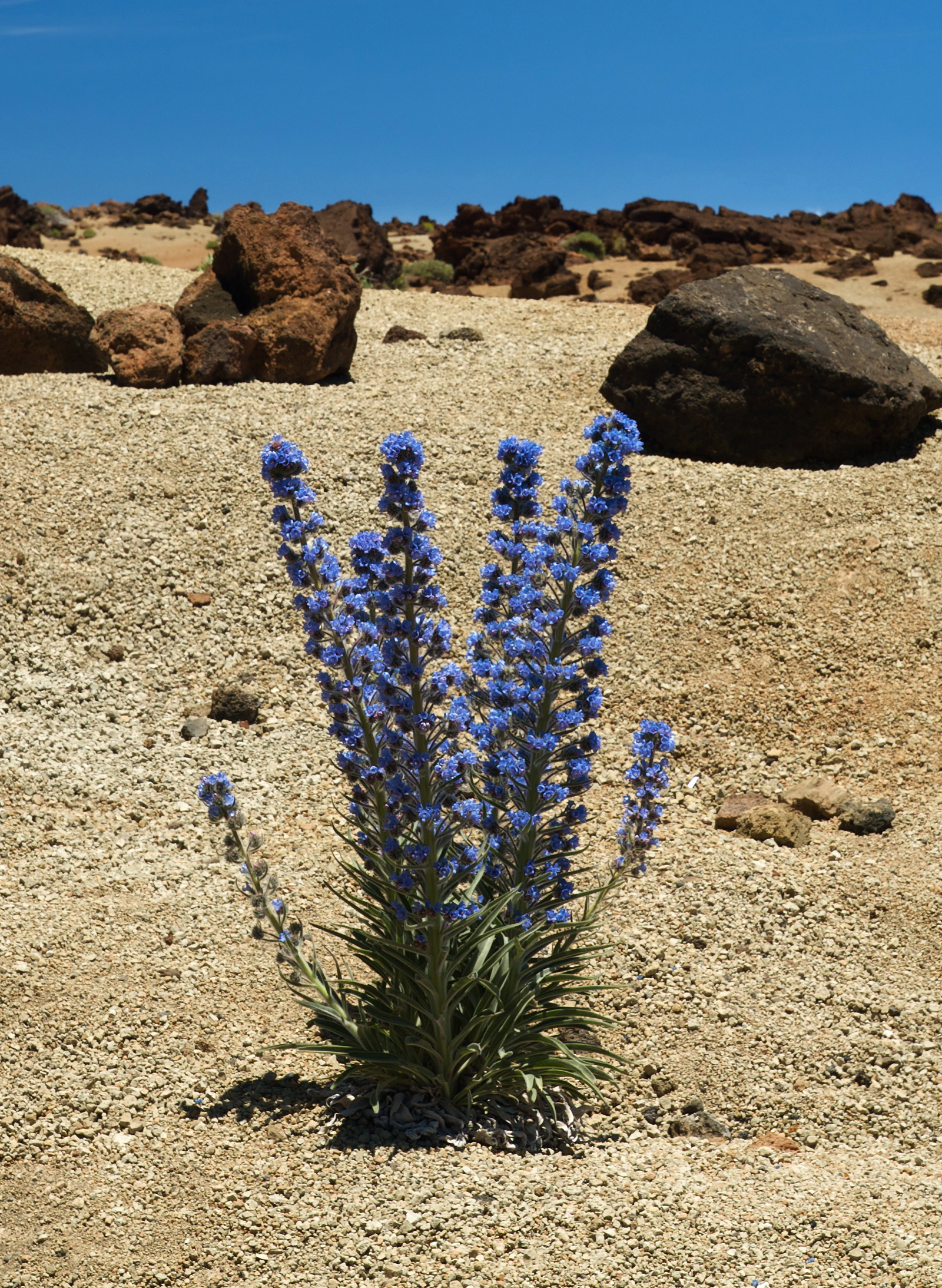
Echium auberianum

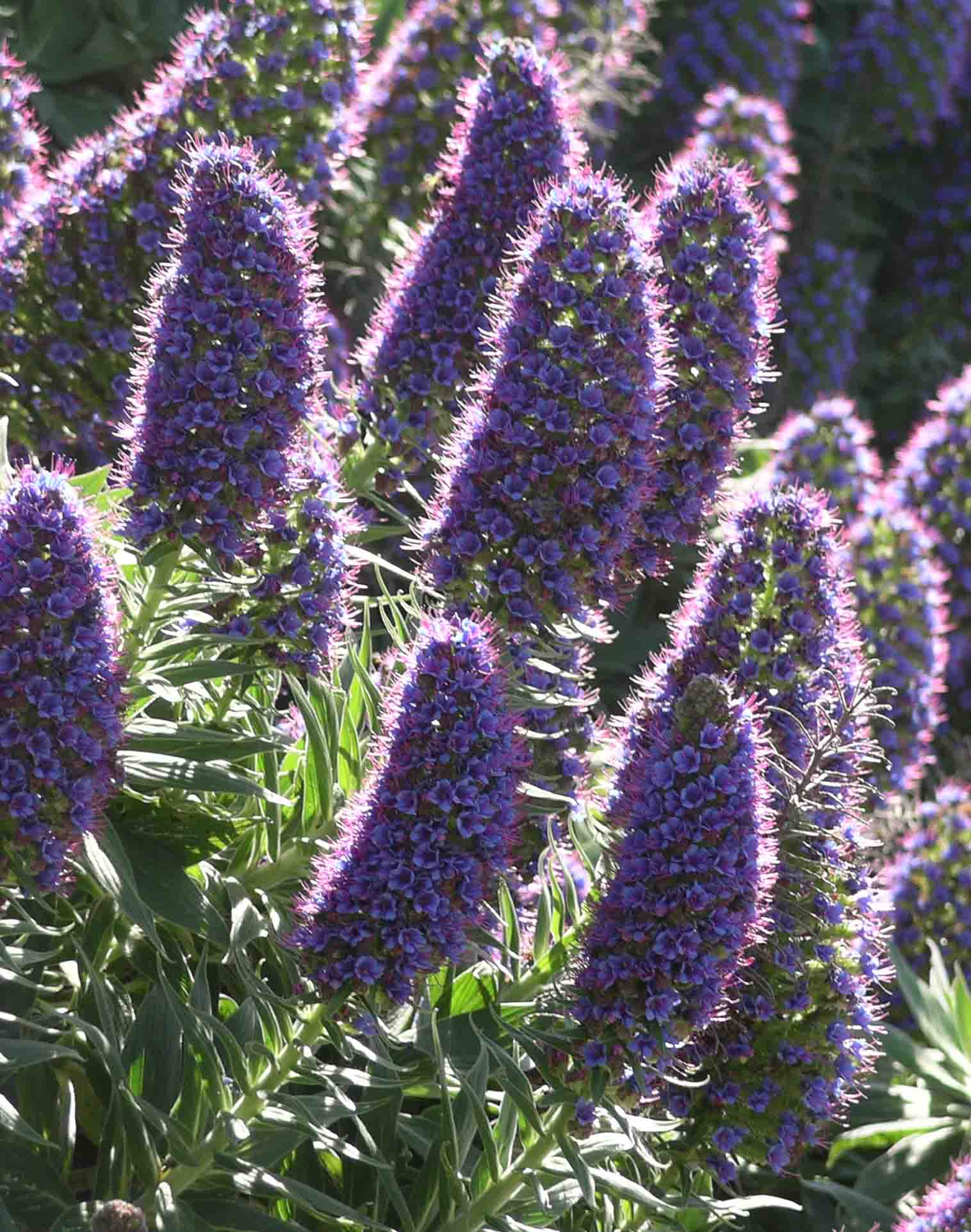
Echium candicans (pride of Madeira)

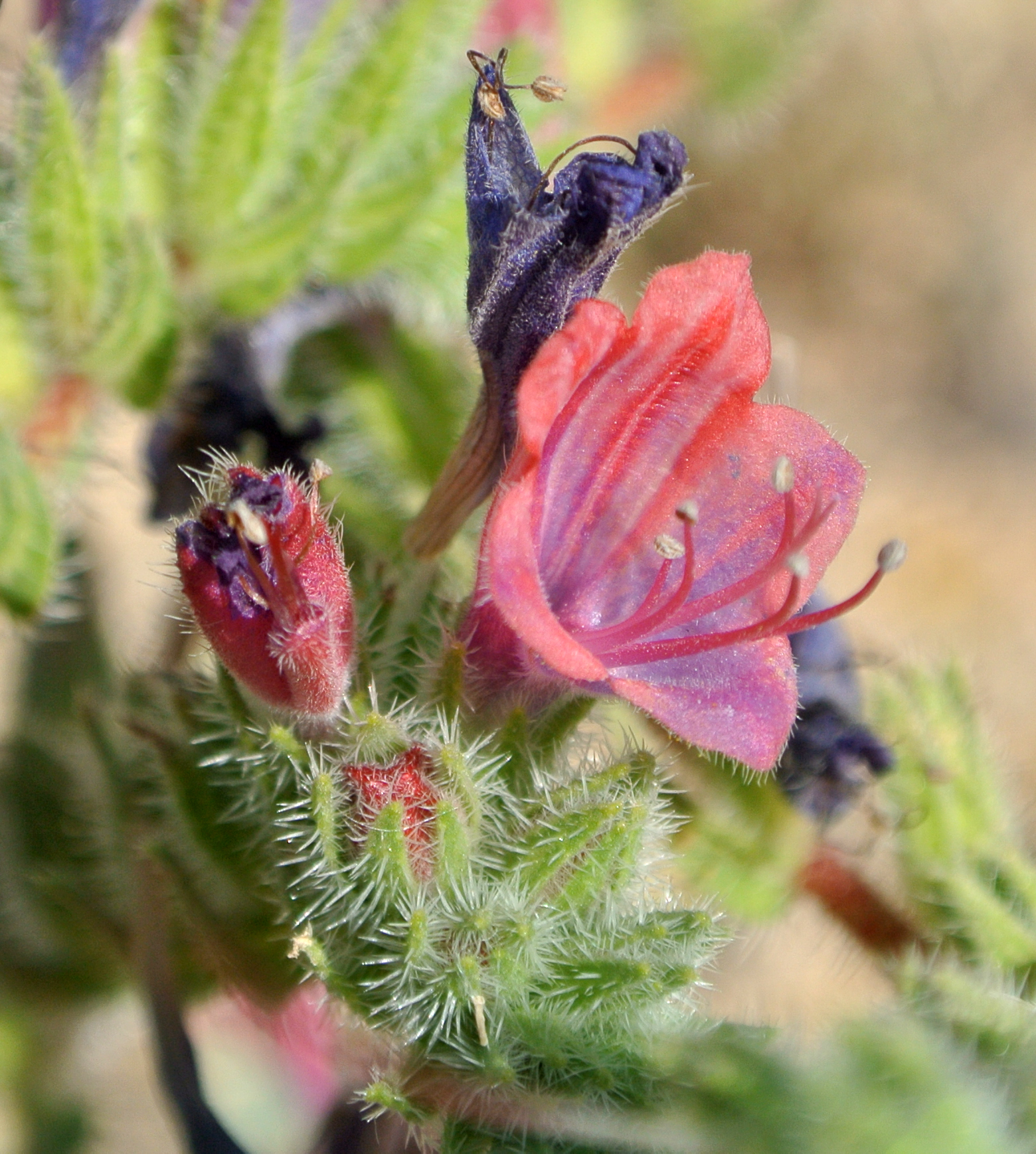
Echium judaeum

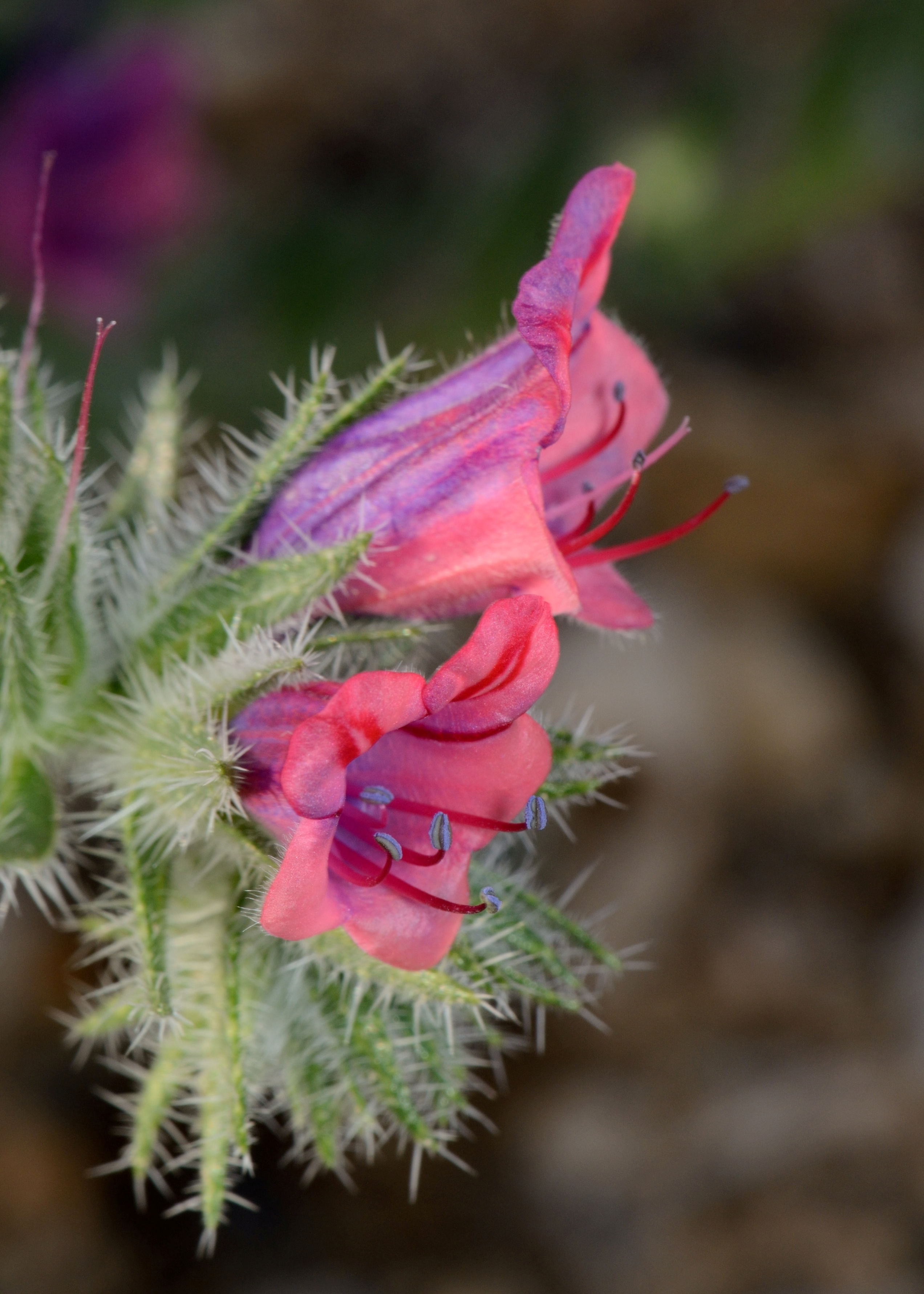
Echium rauwolfii

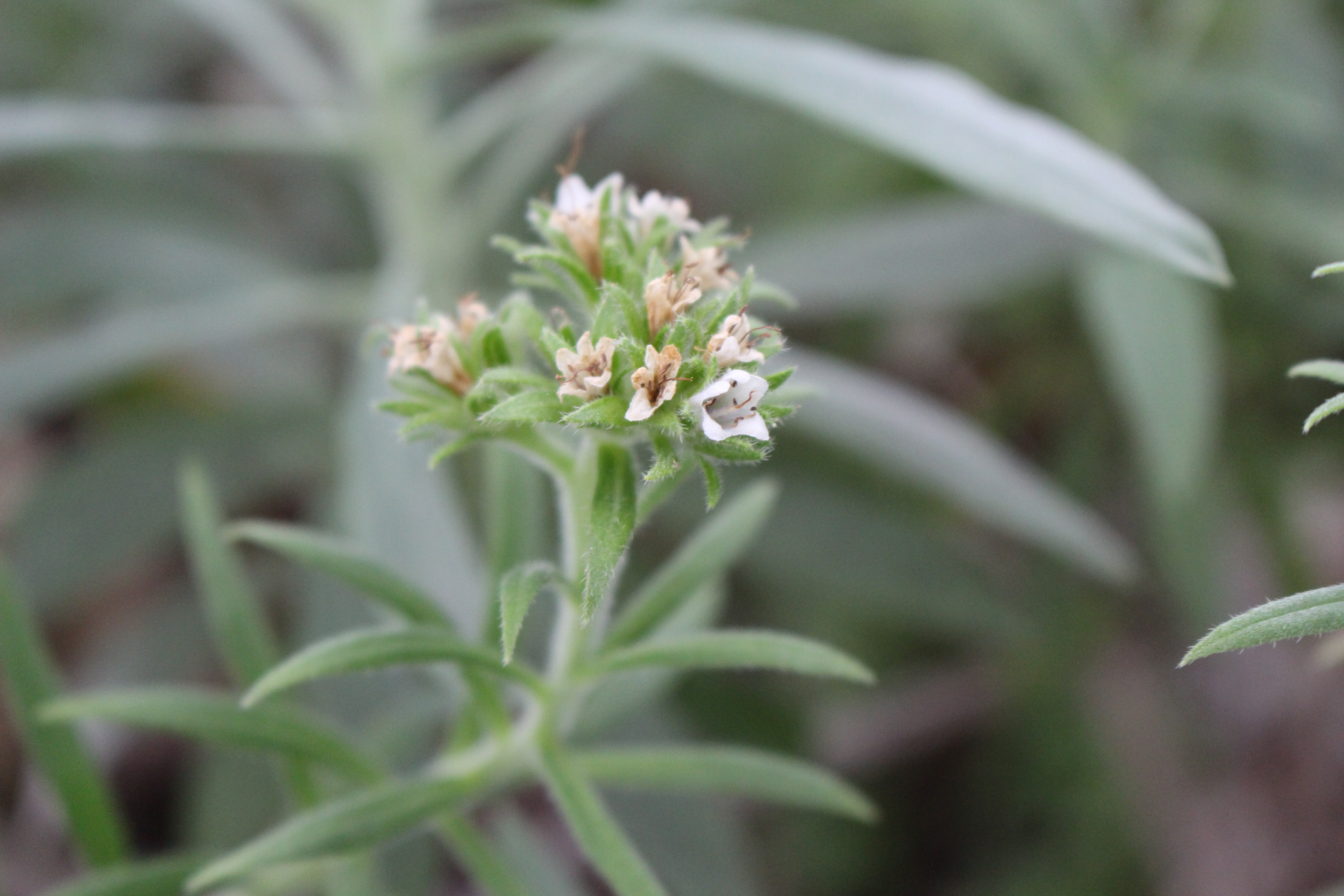
گل‌های گونهٔ Echium hierrense

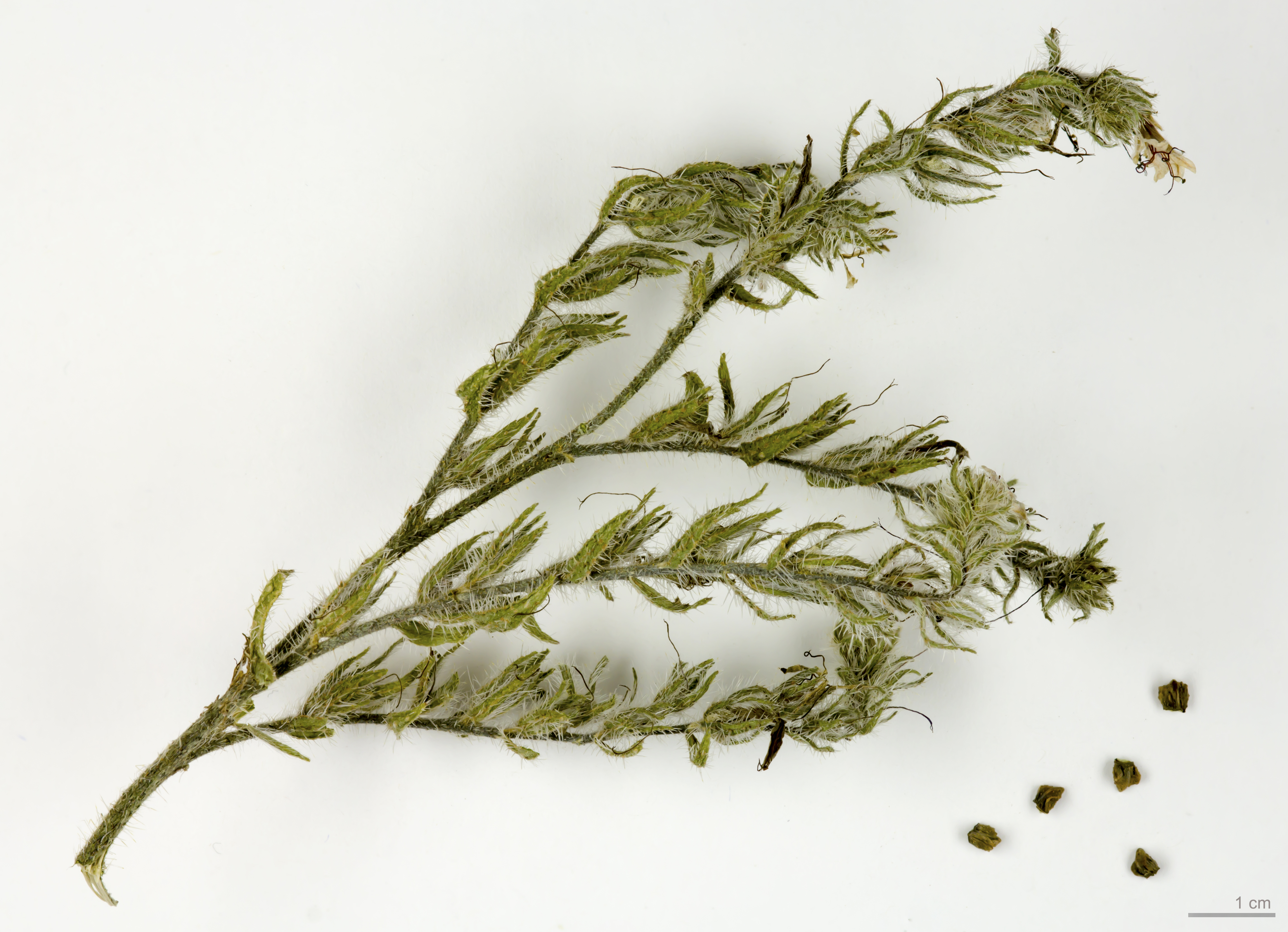
Echium asperrimum

گل گاوزبان یا افعی گیاه (نام علمی: Echium) نام یک سرده از گیاهان گل‌دار از خانواده گاوزبانیان است. این سرده، شامل حدود ۷۰ گونه و چندین زیرگونه است. گونه‌های گاوزبان، بومی شمال آفریقا، سرزمین اصلی اروپا تا آسیای مرکزی و جزایر ماکرونزی هستند که در آن‌جا دارای بیشترین تنوع هستند. ۲۹ گونهٔ گاوزبان، بومی جزایر قناری، مادیرا و کیپ ورد هستند. به‌جز دو گونه از گونه‌های بومی جزایر  ماکرونزی، که درختچه‌های چوبی چند ساله هستند، سایر گونه‌های گاوزبان، گیاهانی علفی هستند.

## کاربردها
بسیاری از گونه‌های این سرده به‌عنوان گیاهان زینتی و باغی و برخی گونه‌ها مانند گل گاوزبان ایرانی، در طب سنتی استفاده می‌شوند. در کرت شاخه‌های نرم گل گاوزبان ایتالیایی به‌صورت آب‌پز یا بخارپز، مصرف خوراکی دارد.
روغن دانهٔ گونهٔ Echium plantagineum حاوی سطوح بالایی از آلفا لینولنیک اسید (ALA)، اسید گاما-لینولنیک (GLA) و استاریدونیک اسید (SDA) است و این گیاه، برای کاربردهای آرایشی و محصولات مراقبت از پوست و برای مصرف خوراکی ارزشمند است.

## گونه‌ها
- برج جواهر Echium wildpretii
- گل افعی رسمی Echium vulgare
- گل گاوزبان ایتالیایی Echium italicum
- گل گاوزبان ایرانی Echium amoenum
- Echium acanthocarpum
- Echium albicans
- Echium anchusoides
- Echium angustifolium
- Echium arenarium
- Echium asperrimum
- Echium auberianum
- Echium bethencourtii
- Echium boissieri
- Echium bond-spraguei
- Echium bonnetii
- Echium bramwellii
- Echium brevirame
- Echium callithyrsum
- Echium candicans
- Echium canum
- Echium creticum
- Echium decaisnei
- Echium flavum
- Echium gaditanum
- Echium gentianoides
- Echium giganteum
- Echium glomeratum
- Echium handiense
- Echium hierrense
- Echium horridum
- Echium humile
- Echium hypertrophicum
- Echium judaeum
- Echium khuzistanicum
- Echium lancerottense
- Echium lemsii
- Echium leucophaeum
- Echium lidii
- Echium longifolium
- Echium lusitanicum
- Echium modestum
- Echium nervosum
- Echium onosmifolium
- Echium orientale
- Echium pabotii
- Echium parviflorum
- Echium petiolatum
- Echium pininana
- Echium plantagineum
- Echium popovii
- Echium portosanctense
- Echium rauwolfii
- Echium rosulatum
- Echium sabulicola
- Echium salmanticum
- Echium simplex
- Echium spurium
- Echium stenosiphon
- Echium strictum
- Echium suffruticosum
- Echium sventenii
- Echium tenue
- Echium triste
- Echium tuberculatum
- Echium velutinum
- Echium virescens
- Echium vulcanorum
- Echium webbii